# Funningur

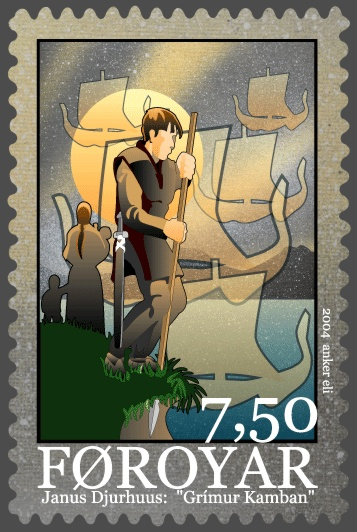
Grímur Kamban

Funningur [ˈfʊnːɪŋgʊɹ] (dánsky: Funding) je vesnice na Faerských ostrovech. Leží na severozápadním pobřeží ostrova Eysturoy. Je to pravděpodobně nejstarší osídlené místo na ostrovech a také jediná vesnice samosprávné obce nazývané Funnings kommuna, jež se stala od 1. ledna 2009 součástí Runavícké komuny.
Západně od vesnice se tyčí nejvyšší hora Faerských ostrovů: Slættaratindur (882m).
Podle tradice přistál první Viking právě ve Funninguru. Jmenoval se Grímur Kamban, a byl to norský Viking, který uprchl z Norska kvůli tyranii norského krále Haralda I. Krásnovlasého. Zde ale sága obsahuje chybu, protože Harald I. žil na konci 9. století, zatímco první severští osadníci dopluli k ostrovům v roce 825 (Úplně prvními obyvateli Farských ostrovů byli irští mnichové, kteří osídlili ostrovy již v letech ca. 625–650).
Okolo 75 lidí žije ve Funninguru po obou stranách kaskádovité říčky v kompaktním seskupení somů kolem malého zálivu. Dřevěný funningurský kostel s drnovou střechou se datuje k roku 1847 a stojí na okraji vody.

Hory obklopující vesnici (levotočivě ze severu):
- Middagsfjall (601m) (přesně na sever)
- Gráfelli (856m)
- Slættaratindur (882m) (přesně na západ)
- Vaðhorn (780m)
- Blámansfjall (792m)
- Húsafjall (697m) (přesně na jih)

## Galerie

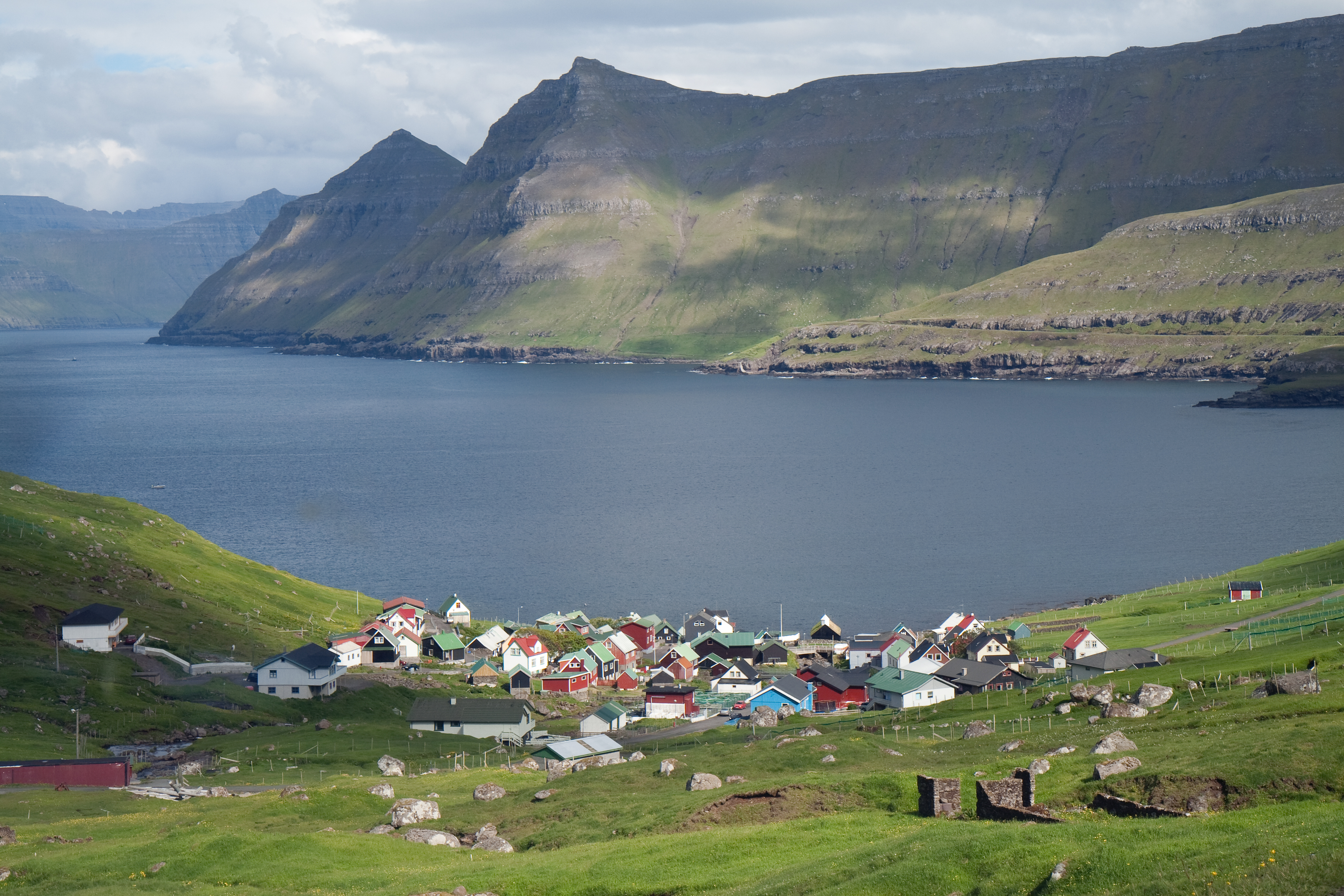
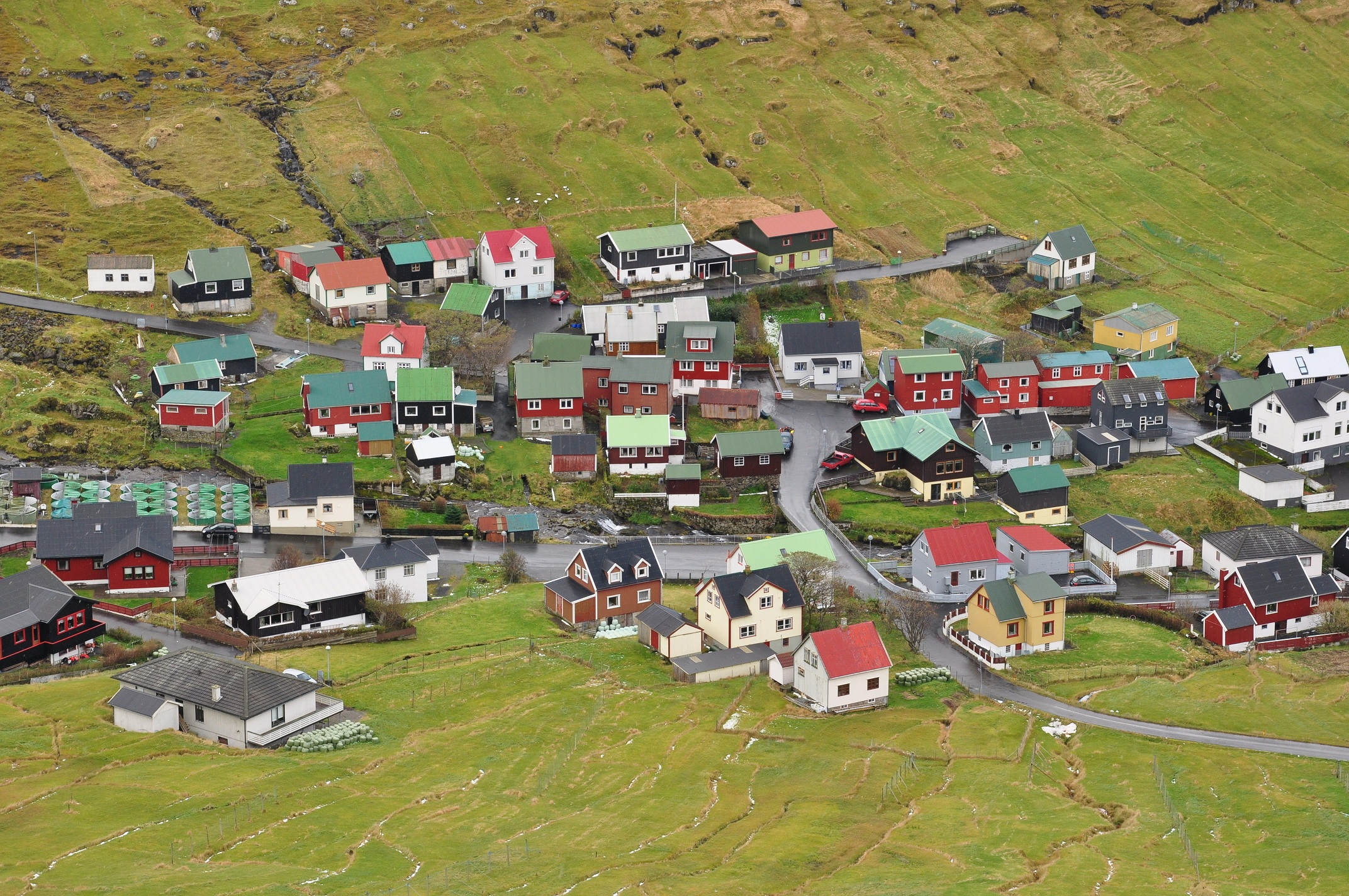
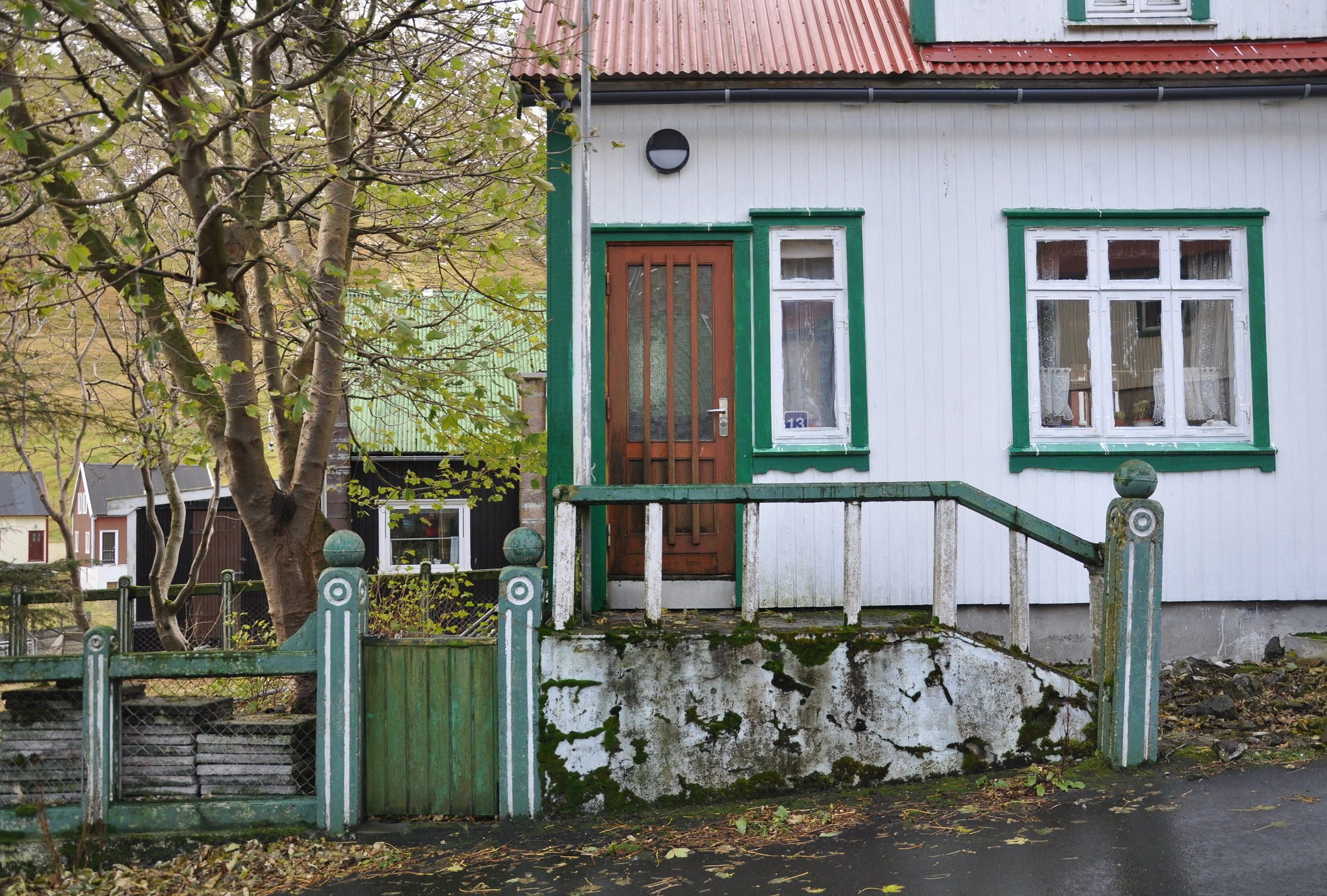
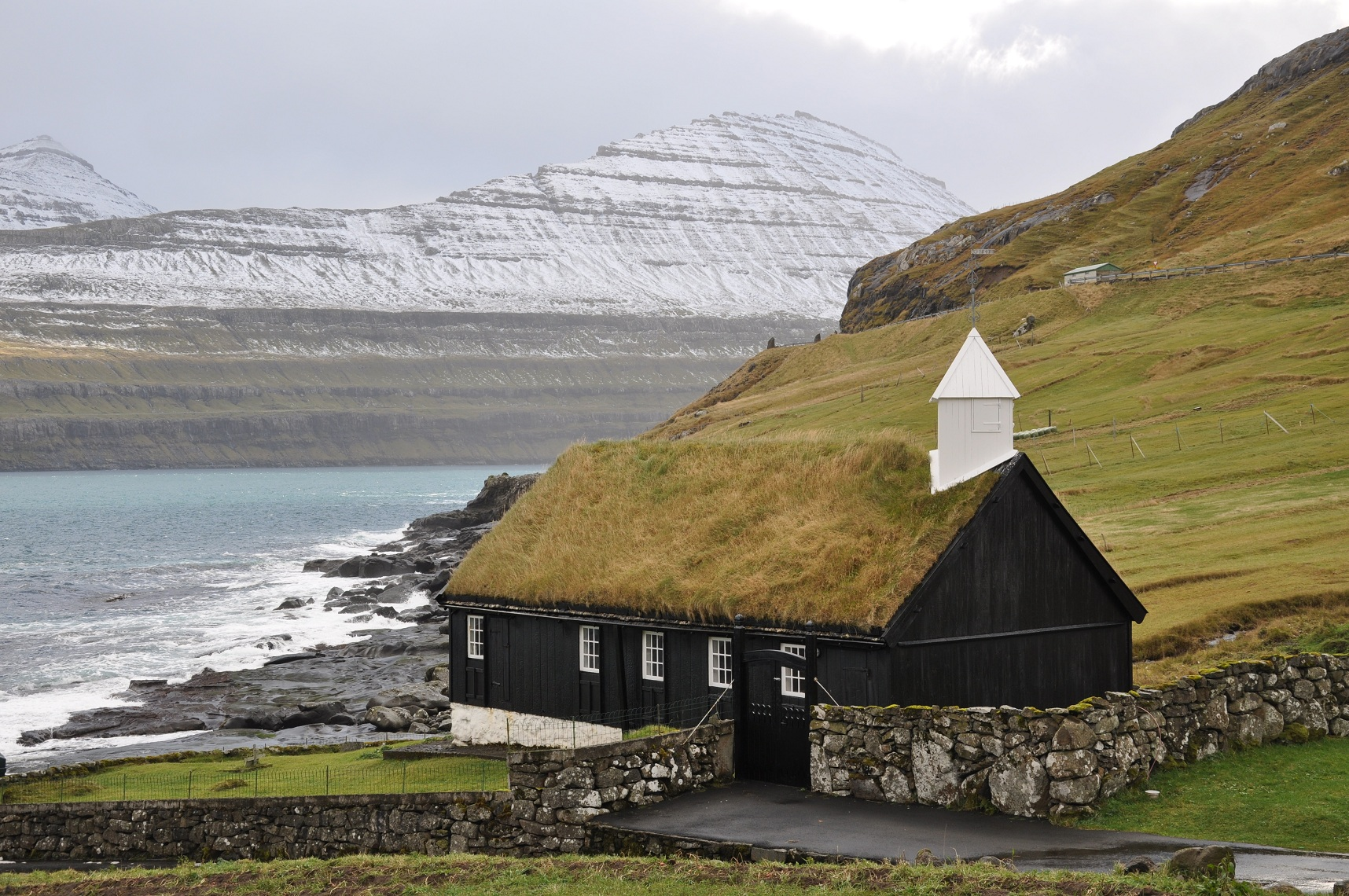
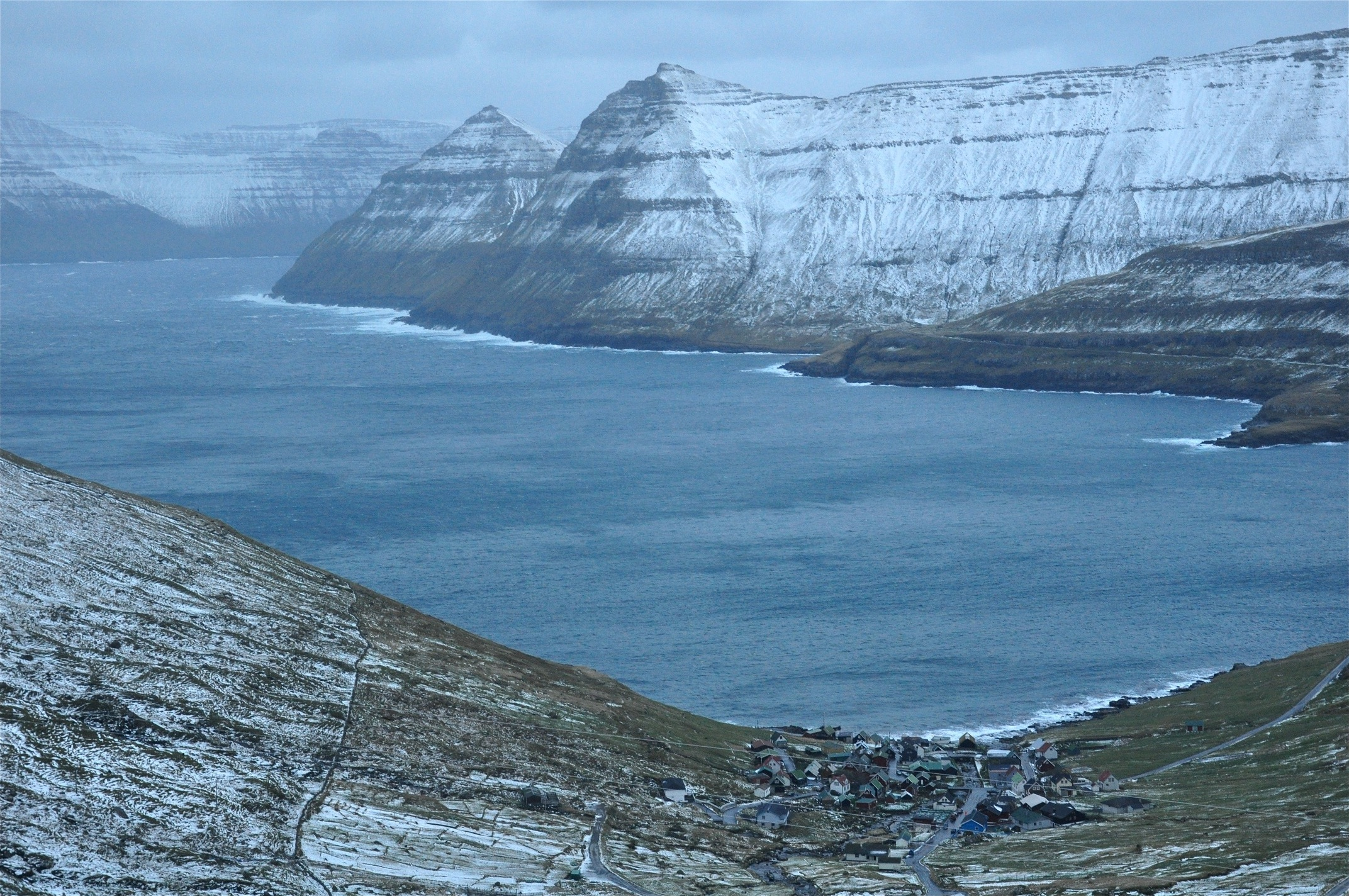